# Ciudad de los Ángeles (metrostation)
Ciudad de los Ángeles is een metrostation van de metro van Madrid gelegen aan Lijn 3, in de wijk Los Ángeles (district Villaverde).